# 魔女與野獸
《魔女與野獸》是佐竹幸典所創作的日本漫畫，開始連載於《Young Magazine the 3rd》（ヤングマガジン サード）2016年Vol.12，在2021年移籍到《月刊Young Magazine》上繼續連載。截至2022年8月，單行本發行超過50萬冊。改編電視動畫於2024年1月首播。

## 登場人物

### 魔響教團
基德（配音：大地葉）
因為受到魔女詛咒，本體（外表形似野獸的壯漢，其真實身份暫不明確）被封印在棺材裏，那位魔女身體交給他使用，而魔女可以附身在其他人取代她們的意識，對她來說是一場盛大遊戲。因此主角踏上尋找解除詛咒的旅程，頸部有被詛咒的印記。本體力量異常強大，是魔女的“最大剋星”。解除方式原本設定2種，第一種是找最愛白馬王子親嘴，第二種是殺了賦予給他詛咒的魔女。不過其實還有第三種，與魔女接吻，可以於短暫時間內出現本體.....隨之變回少女。
平時為身材嬌小的美少女，只有在詛咒解除後真身才會從棺材裏出現，暫時解除時會切換成另一個人型，擁有無法匹敵的力量。美少女形態下也有強勁的力量、敏捷的速度以及非比尋常的洞察力。使用的武器為一副魔道具指節套環。行為粗魯帥氣，每當遇到魔女都會異常激動。為獲取魔女的消息而與阿夏夫一路同行。後續討伐各種魔女的歷程，可能是受到魔女身體影響，穿著依然是女性打扮。
喜歡吃肉和啃骨頭。
阿夏夫（配音：森川智之）
魔響教團“普通的一流魔術師”（自稱），人類。擁有帥氣的外型以及強大的魔術能力，左耳佩戴單邊耳環，眼神深邃，煙不離手。陪伴基德尋找解除詛咒的搭檔，負責背棺材。
擅長召喚烏鴉的魔術。似乎可以用魔法修復人體軀肢。
法諾拉・克里斯托夫（配音：早見沙織）
〈美與死〉篇章中登場，綁著馬尾、舉止優雅的金髮女性，為「幽玄魔女」系譜之魔女，隸屬於魔響教團的死靈術師。
施展魔女力量時左眼會出現魔性紋。主要招式為用死靈魔術招喚「死靈騎士」進行攻擊。
性格沉著冷靜，情緒不輕易顯露在外。雖然經常把約翰當僕人使喚，但私底下其實非常重視他。
身邊總是圍繞著一股冷空氣，口頭禪是「今天天氣真冷」；與海爾嘉的母親熟識，對海爾嘉於「處刑人」的追殺下仍倖存一事表露出由衷的欣慰與高興。
約翰（配音：逢坂良太）
〈美與死〉篇章中登場，黑色捲髮的年輕男性，左眼帶著眼罩，隨身武器為一把小刀。
作為法諾拉的助手，負責處理法諾拉不願意做的體力活(例如背全部的行李)。似乎對法諾拉抱有特別的情愫。
真實身分是主動效忠於法諾拉，能自動修復傷口與肉體損傷的特殊死屍人。
奧斯卡
魔響教團魔術師，魔女，吸血鬼篇登場〔奧斯卡・奧爾恩西亞〕，協助主角基德和阿夏夫
沃德
魔響教團成員，夜族吸血鬼，吸血鬼篇登場，協助主角基德和阿夏夫。
原本的夜之王，被受到安潔拉祝福的夜魔女王篡位後，與奧斯卡簽訂契約。

### 聖騎士團
馬特・庫加（配音：石田彰）
聖騎士團第六大隊的大隊長。能自由操控冰柱進行戰鬥，綽號「冰男」。為與「冰之大精靈」簽訂契約，能力與實力足以與魔女抗衡的「精靈魔術師」。
性格正直，並將履行正義視為自己最重要之信念；負責執行對被當成連環殺人犯嫌的魔女-赫爾嘉的抓捕任務，並一度將基德與赫爾嘉逼入絕境。
蘿艾爾（配音：小林優）
馬特的副官。

### 魔女
伊奧奈（配音：日笠陽子）
首篇〈魔女與紅蓮之城〉登場的魔女。跟過去魔女放業火燒城的傳聞不同；幫所在城市除去魔害；所以不但受市民歡迎；還吸引眾多年輕女子追隨。
實際上是計畫利用自己的女弟子獻祭，一口氣招喚業火摧毀城市；以報魔女祖母封印業火反遭栽贓處決之仇。
被基德擊敗後；再被封印送往魔響教團。
法諾拉・克里斯托夫
參見#法諾拉・克里斯托夫
安潔拉・安・婓爾（聲：花澤香菜）
「永遠魔女」系譜之魔女，讓基德被詛咒的罪魁禍首，據基德了解，屬於世界初始為魔女最強的其中一脈。
擁有能與他人交換肉體的能力，幾百年來持續透過更換肉體容器維持生命，打破魔女最多活200年的壽命上限。
利用別人身體在其他各方勢力埋下屬於她個人的遊戲。癖好是烙下死者的肉體透漏訊息給主角知道魔女多殘暴的行為。
哈爾貝爾・哈明頓（聲：真野美月）
蜜橙色長鬈髮的小女孩，為「神秘魔女」露娜・哈明頓系譜的魔女；「召命魔術」的繼承者，擁有能將言語化作魔術，實現控制生物或改變現實的能力。魔性紋為兩側嘴角的彎曲葉片狀紋路。
因能力過於強大，而遭到別的魔女詛咒無法發聲說話，也導致哈爾貝爾無法使用魔女的能力。
個性溫柔善良，雖因魔女的身分遭到村民敵視，但在村長的幫助下與弟弟兩人過著平靜的生活；遭到潛伏在村莊中的「處刑人」設計陷害陷入險境，並意外在與基德的接吻中暫時解除束縛聲音的詛咒，成功使用「召命魔術」擊殺處刑人。
後在阿夏夫的邀請下加入魔響教團並與弟弟一同接受教團的保護。
擁有調製芬芳茶飲與的知識與天分，其調配的藥草茶美味程度就連基德都極為驚嘆。
奧斯卡・奧爾恩西亞
表面是魔響教團所屬的魔術師。實際是「偉大魔女」里奧內爾·奧爾恩西亞系譜，甚至繼承起源魔女的魔術和知識。世界共有17個梯層，因此有17位造物主，他是其中一位。吸血鬼一族為第4層。此角色戴著花朵髮箍以及喜歡穿著毛絨大衣。性別為男性解說自己癖好穿著異性服裝，從魔女的嗜好，性情詭譎多變，奧斯卡繼承血統成了〈造物主的魔女〉。發揮能力時額頭出現魔術紋太陽，即使是黑夜也能用造物者之名召喚太陽，如同光芒四射將所有物種燃燒殆盡，若不見天日無法發動此能力會失去身為魔女的魅力；他的目的和主角基德不約而同，除掉安潔拉導致這一切的始作俑者。初次登場《吸血鬼篇》：沃德的搭檔，過去她曾拯救落魄走投無路的夜王，直到最後關鍵展露出她是魔女的真實身分。因魔響教團機緣下認識主角基德，分別展開追殺安潔拉的使命。
維奧拉・斯班德羅
「巨大魔女」，使用能力是風暴操縱大自然破壞一切，右半臉出現魔術紋。不巧的是碰到傳說中寒冰騎士改變魔女的風暴轉為暴雪，使維奧拉更加生氣，利用風暴將龍捲雲雷擊打向壁壘。

#### 剛毅魔女一族
克維娜・貝爾貝特（配音：富田美憂）
剛毅魔女家族最初的魔女，17位「起源的魔女」之一，也是海爾嘉的祖先。
為成功封印「魔劍」亞修剛的關鍵人物，後因個人私情選擇讓魔劍在被封印的束縛下繼續存活，並讓自己的後代接續封印魔劍的任務。
後據亞修剛回憶，海爾嘉的長相與克維娜幾乎如出一轍。
海爾嘉・貝爾貝特（配音：富田美憂）
〈魔女與魔劍〉登場；為「剛毅魔女」一脈的魔女，右眼魔性紋為劍型，能力為生成並自由操控長劍。
勃艮第酒紅色長髮的少女；身高168公分；在外活動時總是戴著一頂報童帽，喜歡穿著單色調的衣服。
模樣青澀卻意志堅定；有個「交到男友」的平凡願望。
其所屬之「剛毅」魔女家族歷代負責保管擁有毀天滅地的魔劍「亞修剛」，雖被視為實力最弱的魔女，但真正原因是為了封印「魔劍」而導致消耗掉大部分魔力，其本身實力並不遜色。
後在阿夏夫邀請下加入「魔響教團」，並且也因不再需要封印魔劍，力量有所提升。
被當成城市內連環殺人案的兇手；遭到聖騎士團追緝。但阿夏夫從她不敢殺自己，認定她不是真兇。
海爾嘉的姐姐（配音：櫻木繭子）
午夜藍髮色的少女，本名不詳，僅登場在海爾嘉的回憶中。
另有四個姊妹，但僅有自己與海爾嘉繼承到剛毅魔女的魔力；對於守護魔劍的封印擁有非常堅定的責任感。
在剛毅魔女家族成員盡遭「處刑人」屠戮時，為了讓海爾嘉能攜帶魔劍逃離，自願留下與處刑人交戰，後被處刑人俘虜並遭殘忍刑求後殺害，直到死前對魔劍的去向未曾透露分毫給處刑人。

### 吸血鬼一族
縱淵世界有17階層，吸血鬼為第4階層特殊種族
吸血鬼分別為兩大勢力，血族和夜族。因此產生王有2位，血族的王和夜族的王。
第一位血王是融入人類社會，從事相關的活動為數量最龐大的一群吸血鬼。
第二位夜王是享受在黑暗中不喜歡太陽，抱著殺戮的快感在夜間行動。這股勢力卻因人類和吸血鬼合力瓦解，分崩離析。
德爾內伊茲·吉華絲
血族的吸血鬼女王德爾內伊茲，100年前不是女王的她曾經是夜王沃德陛下的妾室(情婦)，專屬於王的性奴並沒有孩子。長期相處下發現自己沒有得到真正的愛，某天在言語失當下被王弄傷，在溪邊小河悔恨自己的弱小而無法復原的身體，接著看見樹叢黑暗處，安潔拉隱約地出現，交談後給予魔女寵愛之吻使女王的力量變強。
有了魔女的力量後，在沃德與血族的決戰中偷襲，進而掌握整個吸血鬼的勢力。沃德城堡妻子和兩位兒女被人類火火燒死，沃德的妻子總共生了3位孩子，衝突的過程分別100年前和100年後，沃德與德爾內伊茲交戰共2次，戰鬥結果以沃德身負重傷、體力不支倒下，如今前後兩次他得到魔女之血在第2次逆轉局勢以迅雷不及掩耳的強烈猛攻，使女王不死之身無法承受一切，該肉體逐漸化成灰燼離開人世。

沃德
初次登場《吸血鬼篇》夜王沃德，搭檔是奧斯卡。在魔導教團契機下，銜接認識了主角基德找尋魔女安潔拉的下落。過程曾發生不愉快和互相猜忌的問題，經過阿夏夫深思考慮後，雙方確認彼此目的性，挑戰吸血鬼女王。如今夜王想救女兒，希望力挽狂瀾，挽救曾失去的一切。雖然他曾發誓不吸男人的血，但為了彌足過去未完成的遺憾，再度從奧斯卡吸取魔女之血，變成狼的沃德打倒女王贏回勝利。
女王臨死前，說女兒交付給安潔拉成了魔女的容器，因人和鬼生下混血吸血鬼在太陽照射下，有了對日光抗性就不會死亡。

橋
作為血族與夜族溝通的管道。

### 其他角色
瑪莉（配音：芝崎典子）
首篇〈魔女與紅蓮之城〉登場。伊奧奈的追隨者；為崇拜伊奧奈的年輕女子。
一開始由於基德的攻擊行為，對二人組產生敵意；拒絕阿夏夫正式拜見伊奧奈的請求。但發現自己被伊奧奈獻祭，失去雙手雙腳時，立刻質問並批評伊奧奈。之後見證基德擊敗伊奧奈；並在阿夏夫治療下，身體恢復原狀。
基拉・海因斯（配音：皆川純子）
〈魔女的惡作劇〉登場；海丁市警方雇用的女魔術師；負責追緝連環殺人案的魔女。
曾有警官同事的丈夫魯賓與兩位養子修爾克與羅蘭；但養子皆喪命於先前的火災；而丈夫魯賓則在追緝魔女的過程中反遭殺害。
在阿夏夫協助追捕下得知真相：兩位養子在被突然出現的魔書誘惑下，先偽裝成火災喪命；之後以「不被魔書吸取自身性命」為由，虐殺包含身為養父的魯賓在內之眾多性命。犯案動機則為對自己的愛慕；渴望獨佔自己。
最後親自以霰彈槍處決兩位養子。
傑夫・恩卡（配音：鄉田穗積）
〈美與死〉登場；負責死屍人失控案的警官。
魔劍亞修剛（配音：西凜太朗）
〈魔女與魔劍〉登場；為一把毀天滅地的魔劍。
具有自我意識且能說話；常給海爾嘉建議。
歐恩特・哈明頓（配音：田中愛美）
與哈爾貝爾年齡相仿的弟弟，與姊姊兩人共同相依為命。十分重視哈爾貝爾的意見，任何事都會找她商量。
遭到處刑人所煽動的村民攻擊而重傷瀕臨死亡，但在哈爾貝爾「召命魔術」的能力治癒下恢復生命。
之後在某處小鎮開始經營一家小商店，並負責銷售哈爾貝爾製作的藥草香料與姐姐過著自給自足的生活。

### 世界觀
魔女與野獸所屬於的世界觀，主角在這個世界總共有8塊大陸，主要是第7大陸和第8大陸交界點有一座島通往無底洞深淵。主角處於得世界已經解開通往異世界的路口，因此蓋了一棟豪華建築物類似於五星級旅館，進入電梯的按鈕有1至17樓層分別進入各個世界的方法。
縱淵世界有17個世界階層，每一階層都是獨立的異世界，因此有17位造物主。世界有不同種族和文化的差異，譬如吸血鬼、狼人等，各個世界代表不同的勢力，尋找魔女的路在此展開。

## 出版書籍
| 卷數 | 講談社         | 講談社                 | 青文出版社     | 青文出版社             |
| 卷數 | 發售日期       | ISBN                   | 發售日期       | ISBN                   |
| ---- | -------------- | ---------------------- | -------------- | ---------------------- |
| 1    | 2017年9月20日  | ISBN 978-4-06-382968-6 | 2018年12月13日 | ISBN 978-986-356-698-4 |
| 2    | 2017年12月20日 | ISBN 978-4-06-510306-7 | 2019年4月18日  | ISBN 978-986-356-841-4 |
| 3    | 2018年9月20日  | ISBN 978-4-06-512701-8 | 2019年10月16日 | ISBN 978-986-512-101-3 |
| 4    | 2019年2月20日  | ISBN 978-4-06-514555-5 | 2020年2月20日  | ISBN 978-986-512-240-9 |
| 5    | 2019年9月19日  | ISBN 978-4-06-516935-3 | 2020年12月21日 | ISBN 978-986-512-636-0 |
| 6    | 2020年3月18日  | ISBN 978-4-06-519002-9 |                |                        |
| 7    | 2020年10月20日 | ISBN 978-4-06-521003-1 |                |                        |
| 8    | 2021年4月20日  | ISBN 978-4-06-522941-5 |                |                        |
| 9    | 2022年1月20日  | ISBN 978-4-06-526484-3 |                |                        |
| 10   | 2022年8月19日  | ISBN 978-4-06-529081-1 |                |                        |

## 迴響
截至2022年8月，單行本發行超過50萬冊。

## 電視動畫
2022年8月19日，宣佈動畫化。2023年7月13日，宣佈改編電視動畫將於2024年1月首播。

### 主題曲
片頭曲
主唱：そこに鳴る，作詞、作曲、編曲：鈴木重厚。
片尾曲
主唱：南條愛乃，作詞：兒玉沙織，作曲、編曲：井內舞子
第1話未使用。

### 各話列表
| 話數   | 日文標題 | 中文標題           | 英文標題                                      | 劇本       | 分鏡     | 演出                   | 作畫監督 | 總作畫監督 | 首播日期       |
| ------ | -------- | ------------------ | --------------------------------------------- | ---------- | -------- | ---------------------- | --- | ---------- | -------------- |
| 第1集  |          | 魔女與紅蓮之城     | The Witch and the Crimson City of Blazing Red | 百瀬祐一郎 | 濱名孝行 | 濱名孝行               | 津島桂 色部美代子 橋本有里 今橋明日菜 王國年 瀬川真矢 多田和春                                                  | 飯島弘也   | 2024年 1月12日 |
| 第2集  |          | 魔女的惡作劇―序幕― | The Witch's Pastime: Opening Act              | 百瀬祐一郎 | 曾根利幸 | 铃木真彦               | 下岛诚 式部美代子 西田美弥子 多田和春 Lim Keun soo                                                              | 飯島弘也   | 1月19日        |
| 第3集  |          | 魔女的惡作劇―終章― | The Witch's Pastime: Final Act                | 百瀬祐一郎 | 安部元宏 | Jang Hee kyu 川部真也  | Won Chang hee Um Ju hyeong Youn Hi young Kwon Oh sik                                                            | 飯島弘也   | 1月26日        |
| 第4集  |          | 美與死―序幕―       | Beauty and Death: Opening Act                 | 百瀬祐一郎 | 頂真司   | Kim Hye jeong 川部真也 | Kim Yoon jung Won Chang hee Kwon Oh sik                                                                         | 飯島弘也   | 2月2日         |
| 第5集  |          | 美與死―終章―       | Beauty and Death: Final Act                   | 百瀬祐一郎 | 吉井弘幸 | 玉川真人               | 吉井弘幸 王國年 佐藤天昭                                                                                        | 飯島弘也   | 2月9日         |
| 第6集  |          | 魔女與魔劍―序幕―   | The Witch and the Demon Sword: Opening Act    | 百瀬祐一郎 | 濱名孝行 | 濱名孝行               | 式部美代子 津島桂 今橋明日菜 西田美彌子 成松義人 魏旭龍                                                         | 飯島弘也   | 2月16日        |
| 第7集  |          | 魔女與魔劍―第二幕― | The Witch and the Demon Sword: Act II         | 百瀬祐一郎 | 新留俊哉 | Kim Hye jeong 鈴木真彥 | Won Chang hee Kim Yoon jung Joung Eun joung Kim Hye jeong Um Ju hyeong Won Eun sook Youn Hi young Lee Joo hyeun | 飯島弘也   | 3月1日         |
| 第8集  |          | 魔女與魔劍―第三幕― | The Witch and the Demon Sword: Act III        | 百瀬祐一郎 | 頂真司   | Kang Seo ki 川部真也   | Kwon Oh sik Lim Keun soo Um Ju hyeong Jang Hee kyu Won Eun sook Oh Eun soo                                      | 飯島弘也   | 3月8日         |
| 第9集  |          | 魔女與魔劍―終章―   | The Witch and the Demon Sword: Final Act      | 百瀬祐一郎 | 曾根利幸 |                        | 王國年 式部美代子 芝田千紗 清積紀文 橋本有里 瀨川真也 後藤翔哉 池上太郎 魏旭龍 金正男 趙小川 陳玲玲 姜海華      | 飯島弘也   | 3月15日        |
| 第10集 |          | 起源之魔女         | Origin Witch                                  | 百瀬祐一郎 | 頂真司   | Oh Eun soo 稻村保奈美  | Won Eun sook Youn Hi young Um Ju hyeong Joung Eun joung Jang Hee kyu                                            | 飯島弘也   | 3月22日        |
| 第11集 |          | 雄辯與沈默―序幕―   | Eloquence and Silence: Opening Act            | 百瀬祐一郎 | 頂真司   | 鈴木真彦               | 南伸一郎 飯飼一幸 金正男                                                                                        | 飯島弘也   | 3月29日        |
| 第12集 |          | 雄辯與沈默―終章―   | Eloquence and Silence: Final Act              | 百瀬祐一郎 | 濱名孝行 |                        | 式部美代子 津島桂 橋本有里 今橋明日菜 西田美彌子 成松義人 芝田千紗                                              | 飯島弘也   | 4月5日         |

### 藍光＆BD
| 卷數 | 發售日期      | 收錄話數       | 規格編號  |
| ---- | ------------- | -------------- | --------- |
| 上   | 2024年5月29日 | 第1話 - 第6話  | GNXA-2491 |
| 下   | 2024年6月26日 | 第7話 - 第12話 | GNXA-2492 |

## 外部連結
- 漫畫官方網站（日語）
- 電視動畫官方網站（日語）（英文）
- 電視動畫的X（前Twitter）（日語）
- 電視動畫的X（前Twitter）（英文）